# Ladon (Loiret)
Pour les articles homonymes, voir Ladon.
Ladon est une commune française, située dans le département du Loiret en région Centre-Val de Loire.

## Géographie

### Localisation et communes limitrophes

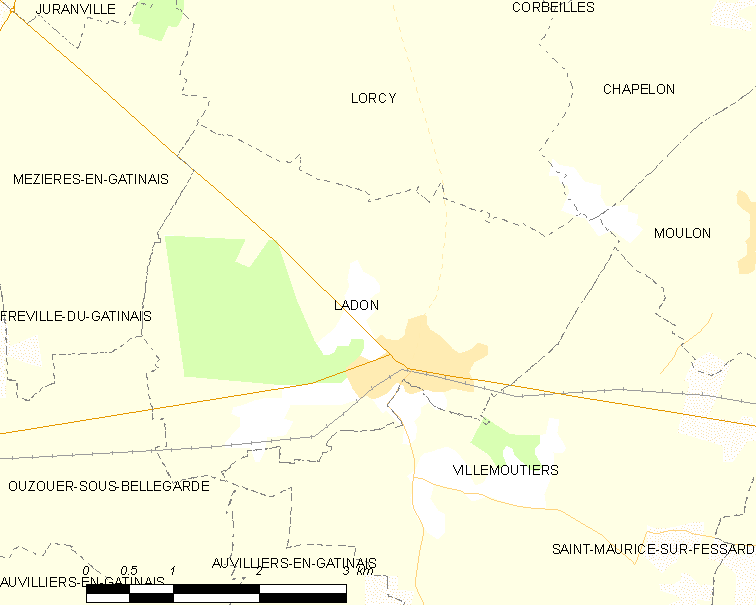
Carte de la commune de Ladon (Loiret) et des communes limitrophes.

La commune de Ladon se trouve dans le quadrant nord-est du département du Loiret, dans la région agricole du Gâtinais riche ou Gâtinais Beauceron ou Gâtinais de l'ouest, caractérisée par des paysages ouverts drainés par un important réseau hydrographique coulant à fleur de plateau. À vol d'oiseau, elle se situe à 48,1 km  d'Orléans, préfecture du département, à 15,6 km de Montargis, sous-préfecture, et à 7,1 km de Bellegarde, ancien chef-lieu du canton dont dépendait la commune avant mars 2015. La commune fait partie du bassin de vie de Bellegarde - Quiers-sur-Bézonde dont elle est éloignée de 7,1 km.
Les communes les plus proches sont : Villemoutiers (1,8 km), Moulon (4,5 km), Chapelon (4,8 km), Auvilliers-en-Gâtinais (4,9 km), Mézières-en-Gâtinais (5 km), Presnoy (5,2 km), Ouzouer-sous-Bellegarde (5,3 km), Lorcy (5,9 km), Chailly-en-Gâtinais (6,1 km) et Saint-Maurice-sur-Fessard (6,3 km).

### Géologie et relief

#### Géologie
La commune se situe dans le sud du Bassin parisien, le plus grand des trois bassins sédimentaires français. Cette vaste dépression, occupée dans le passé par des mers peu profondes et des lacs, a été comblée, au fur et à mesure que son socle s’affaissait, par des sables et des argiles, issus de l’érosion des reliefs alentours, ainsi que des calcaires d’origine biologique, formant ainsi une succession de couches géologiques.
Les couches affleurantes sur le territoire communal sont constituées de formations superficielles du Quaternaire et de roches sédimentaires datant du Cénozoïque, l'ère géologique la plus récente sur l'échelle des temps géologiques, débutant il y a 66 millions d'années. La formation la plus ancienne est du calcaire d'Étampes remontant à l’époque Oligocène de la période Paléogène. La formation la plus récente est des alluvions récentes des lits mineurs remontant à l’époque Holocène de la période Quaternaire. Le descriptif de ces couches est détaillé dans  les feuilles « n°364 - Bellegarde-du-Loiret » et « n°365 - Montargis » de la carte géologique au 1/50 000ème du département du Loiret, et leurs notices associées,.

Carte géologique de la commune.

|  | Fz : | alluvions récentes des lits mineurs, Holocène                                                     |
|  | Fy : | alluvions récentes des levées et montilles de la Loire et des basses terrasses du Loing, Holocène |

|  | m1CPi : | calcaire de Pithiviers, Aquitanien |
|  | m1MGa : | molasse du Gâtinais, Aquitanien    |

|  | g1CEt : | calcaire d'Étampes, Stampien supérieur |

#### Relief
La superficie cadastrale de la commune publiée par l’Insee, qui sert de références dans toutes les statistiques, est de 13,75 km2,. La superficie géographique, issue de la BD Topo, composante du Référentiel à grande échelle produit par l'IGN, est quant à elle de 13,65 km2. Son relief est relativement plat puisque la dénivelée maximale atteint 19 mètres. L'altitude du territoire varie entre 89 m et 108 m.

### Hydrographie

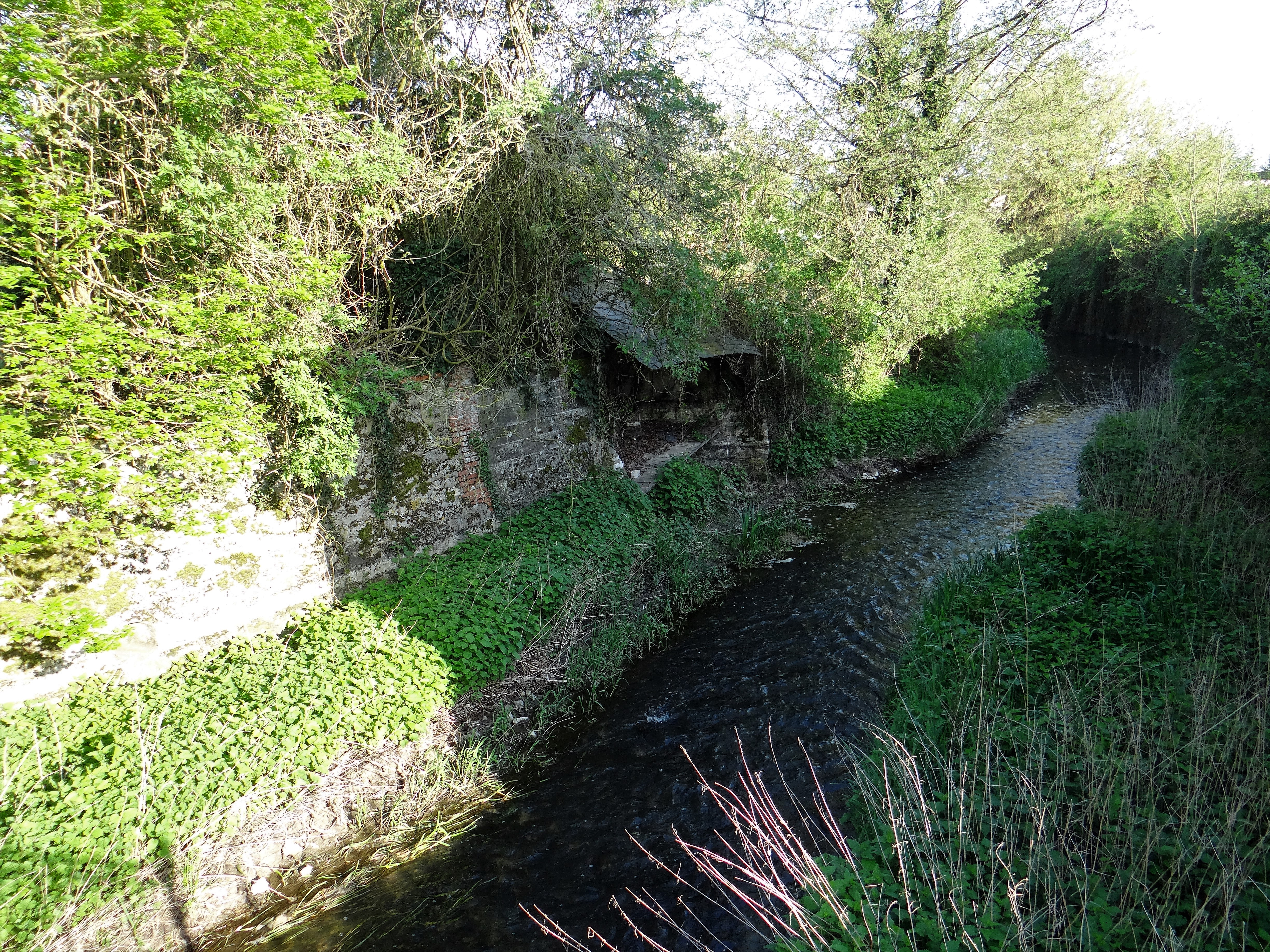
La Bézonde à Ladon

La Bézonde, affluent du Loing, traverse le territoire de la commune.

### Voies de communication et transports

#### Voies de communication

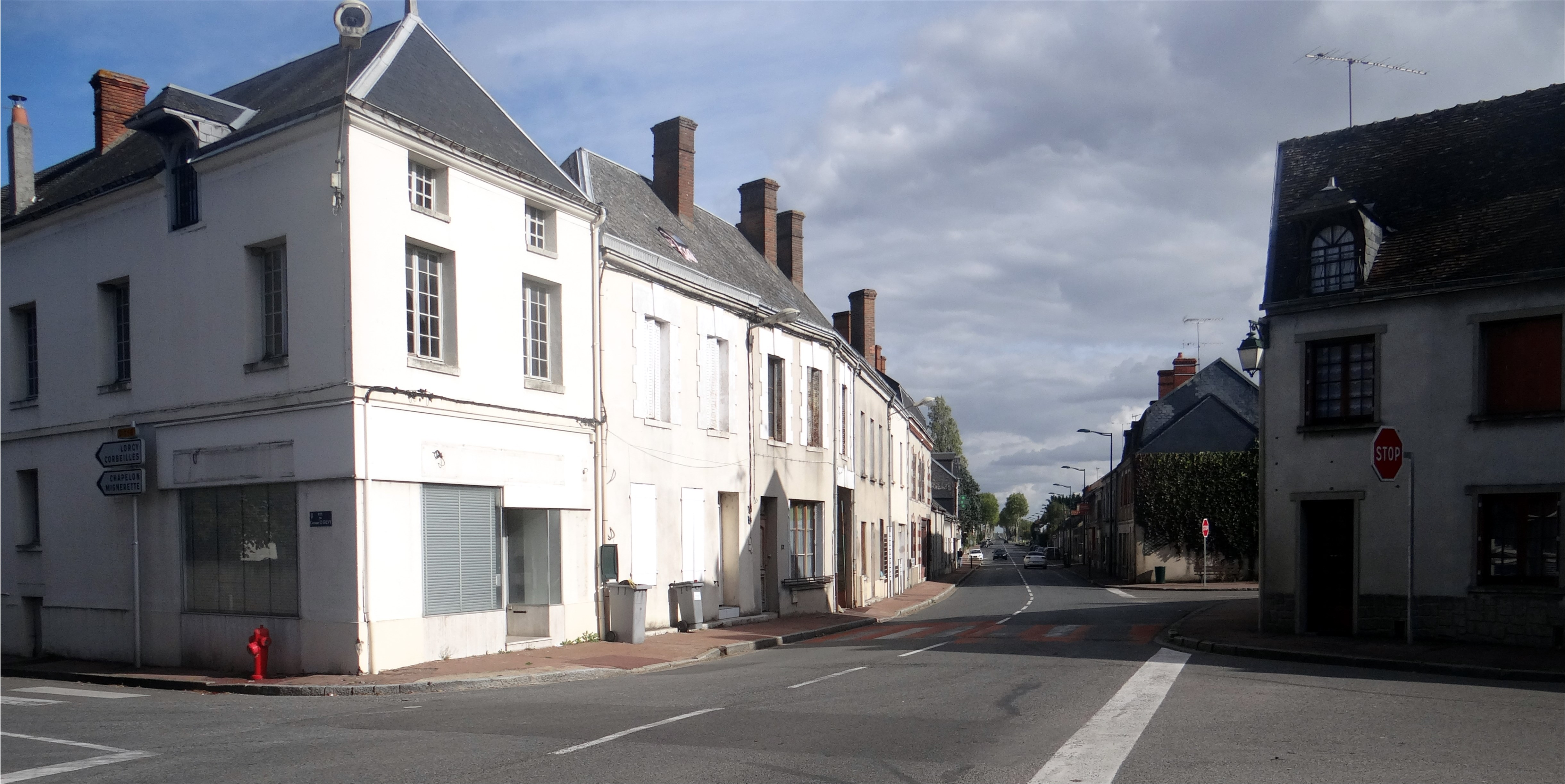
Départementale D 2160 vers Saint-Maurice-sur-Fessard

On accède  à Ladon, par la route départementale 2160, de Saint-Maurice-sur-Fessard à l'est ou de Bellegarde à l'ouest, ou par la route départementale 950 venant de Beaune-la-Rolande et Mézières-en-Gâtinais au nord-ouest, pour les axes principaux.

#### Transports
Ladon est desservie par les lignes d’autocars 6 (Montargis - Orléans) et 11 (Montargis - Pithiviers) de la société Ulys.

### Risques majeurs
La commune de Ladon est vulnérable à différents aléas naturels : climatiques (hiver exceptionnel ou canicule), mouvements de terrains ou sismique (sismicité très faible).
Entre 1989 et 2019, dix arrêtés ministériels ayant porté reconnaissance de catastrophe naturelle ont été pris pour le territoire de la commune : quatre  pour des inondations et coulées de boues et six pour des mouvements de terrains.
Le territoire de la commune peut être concerné par un risque d'effondrement de cavités souterraines non connues. Une cartographie départementale de l'inventaire des cavités souterraines et des désordres de surface a été réalisée. Il a été recensé sur la commune plusieurs effondrements de cavités.
Par ailleurs, le sol du territoire communal peut faire l'objet de mouvements de terrain liés à la sécheresse. Le phénomène de retrait-gonflement des argiles est la conséquence d'un changement d'humidité des sols argileux. Les argiles sont capables de fixer l'eau disponible mais aussi de la perdre en se rétractant en cas de sécheresse. Ce phénomène peut provoquer des dégâts très importants sur les constructions (fissures, déformations des ouvertures) pouvant rendre inhabitables certains locaux. Celui-ci a particulièrement affecté le Loiret après la canicule de l'été 2003. Une grande partie du territoire de la commune est soumise à un aléa « moyen » face à ce risque, selon l'échelle définie par le Bureau de recherches géologiques et minières (BRGM).
Depuis le 22 octobre 2010, la France dispose d’un nouveau zonage sismique divisant le territoire national en cinq zones de sismicité croissante. La commune, à l’instar de l’ensemble du département, est concernée par un risque très faible.

### Climat
Pour des articles plus généraux, voir Climat du Centre-Val de Loire et Climat du Loiret.
En 2010, le climat de la commune est de type climat océanique dégradé des plaines du Centre et du Nord, selon une étude du CNRS s'appuyant sur une série de données couvrant la période 1971-2000. En 2020, Météo-France publie une typologie des climats de la France métropolitaine dans laquelle la commune est exposée à un climat océanique altéré et est dans une zone de transition entre les régions climatiques « Sud-ouest du bassin Parisien » et « Nord-est du bassin Parisien ».
Pour la période 1971-2000, la température annuelle moyenne est de 11 °C, avec une amplitude thermique annuelle de 15,5 °C. Le cumul annuel moyen de précipitations est de 695 mm, avec 11,1 jours de précipitations en janvier et 7,3 jours en juillet. Pour la période 1991-2020, la température moyenne annuelle observée sur la station météorologique installée sur la commune est de 11,7 °C et le cumul annuel moyen de précipitations est de 685,3 mm,. Pour l'avenir, les paramètres climatiques de la commune estimés pour 2050 selon différents scénarios d'émission de gaz à effet de serre sont consultables sur un site dédié publié par Météo-France en novembre 2022.
| Mois                                  | jan.             | fév.            | mars           | avril           | mai           | juin           | jui.          | août          | sep.          | oct.            | nov.             | déc.            | année      |
| ------------------------------------- | ---------------- | --------------- | -------------- | --------------- | ------------- | -------------- | ------------- | ------------- | ------------- | --------------- | ---------------- | --------------- | ---------- |
| Température minimale moyenne (°C)     | 1,5              | 1,1             | 2,9            | 4,9             | 8,5           | 11,7           | 13,5          | 13,3          | 10,1          | 7,9             | 4,4              | 2,2             | 6,8        |
| Température moyenne (°C)              | 4,4              | 4,9             | 7,9            | 10,7            | 14,3          | 17,7           | 20            | 19,8          | 16,1          | 12,4            | 7,7              | 4,9             | 11,7       |
| Température maximale moyenne (°C)     | 7,2              | 8,6             | 12,9           | 16,4            | 20,1          | 23,7           | 26,5          | 26,4          | 22            | 16,8            | 11               | 7,7             | 16,6       |
| Record de froid (°C) date du record   | −21,5 17.01.1985 | −20 25.02.1986  | −12,1 01.03.05 | −5,7 12.04.1986 | −1 01.05.1984 | 2,3 05.06.1991 | 4 04.07.1984  | 4 31.08.1986  | 1 21.09.1978  | −6,3 30.10.1997 | −10,7 24.11.1998 | −16 30.12.1985  | −21,5 1985 |
| Record de chaleur (°C) date du record | 17,1 05.01.1999  | 22,6 24.02.1990 | 25,8 31.03.21  | 28,3 25.04.07   | 32,6 28.05.17 | 38,6 27.06.11  | 41,3 25.07.19 | 41,1 06.08.03 | 34,7 14.09.20 | 31,3 01.10.1985 | 22,7 07.11.15    | 18,9 16.12.1989 | 41,3 2019  |
| Précipitations (mm)                   | 51,8             | 48,3            | 47             | 52,2            | 68,2          | 57,6           | 55,9          | 55,6          | 55,5          | 60,1            | 64,2             | 68,9            | 685,3      |

## Urbanisme

### Typologie
Au 1er janvier 2024, Ladon est catégorisée bourg rural, selon la nouvelle grille communale de densité à sept niveaux définie par l'Insee en 2022.
Elle est située hors unité urbaine et hors attraction des villes,.

### Occupation des sols
L'occupation des sols de la commune, telle qu'elle ressort de la base de données européenne d’occupation biophysique des sols Corine Land Cover (CLC), est marquée par l'importance des territoires agricoles (75,3 % en 2018), une proportion identique à celle de 1990 (75,3 %). La répartition détaillée en 2018 est la suivante : 
terres arables (67,6 %), forêts (18,5 %), zones agricoles hétérogènes (7,7 %), zones urbanisées (6,2 %).
L'évolution de l’occupation des sols de la commune et de ses infrastructures peut être observée sur les différentes représentations cartographiques du territoire : la carte de Cassini (XVIIIe siècle), la carte d'état-major (1820-1866) et les cartes ou photos aériennes de l'IGN pour la période actuelle (1950 à aujourd'hui).

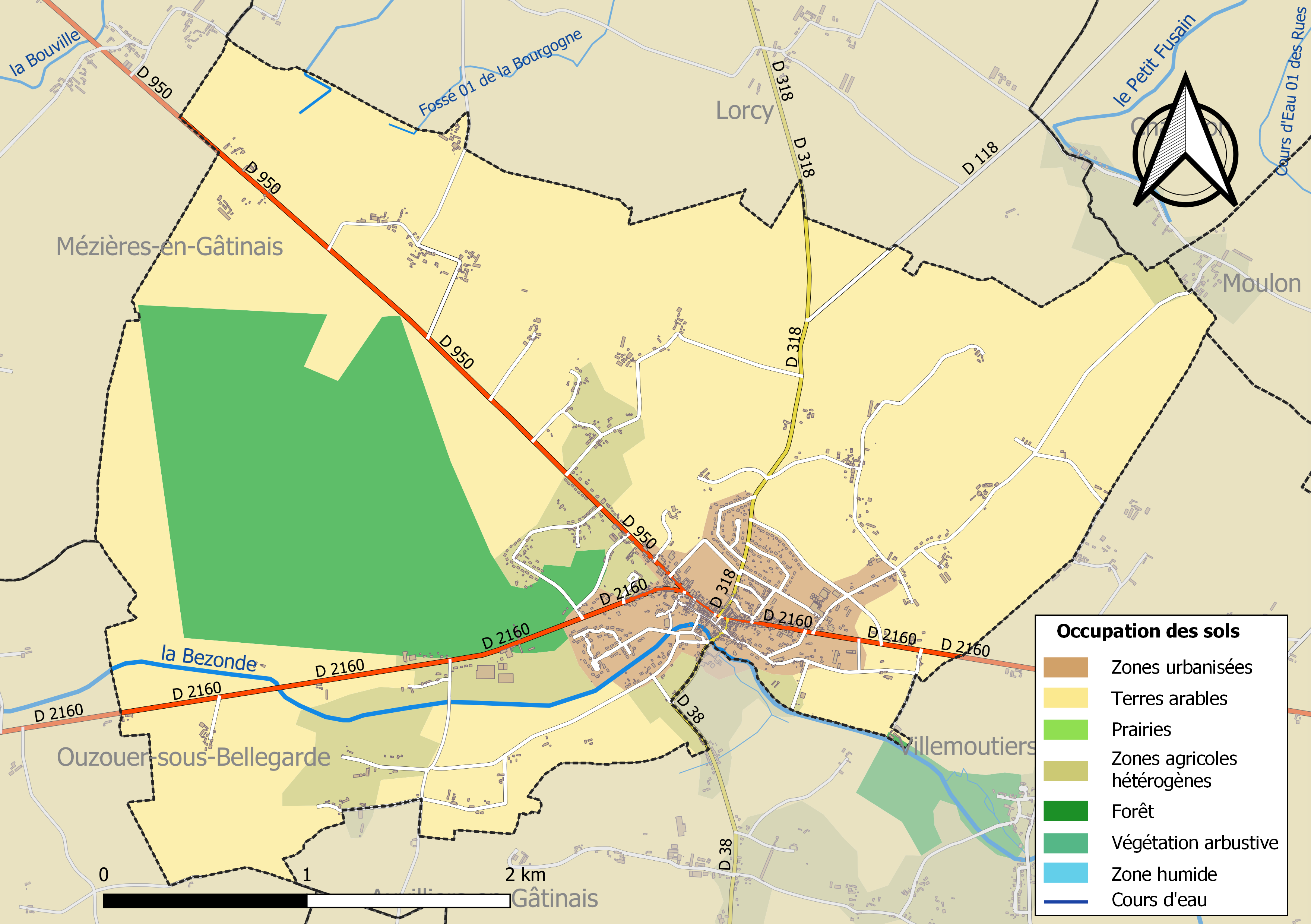
Carte des infrastructures et de l'occupation des sols de la commune en 2018 (CLC).
Carte orthophotographique de la commune en 2016.

## Toponymie
Ladun est la forme romane du bas latin Ladon. La forme primitive gauloise doit être Lattodunum, prononcé de bonne heure Lattdunum, composé possible de Lati = héros et de o-dunum = hauteur, lieu fortifié, et doit signifier : la forteresse du héros.

Ladon, mars 1382 (Archives Nationales-JJ 120, no 123, fol. 65) ; Ladon, février 1394 (Archives Nationales-JJ 145, no 487, fol. 224 v°) ; Ladon, XVIIIe siècle (Carte de Cassini).

La rivière de Besonde qui traverse le bourg et arrose les jardins du presbytère sert de limite ; les paroissiens [de Ladon] suivent la coutume de Lorris, et le curé celle d’Orléans (Almanach de Sens, 1784).

Délimitation réalisée de Ladon d’avec Lorcy par Ordonnance Royale du 23 juin 1819 : Ladon reçoit de Lorcy la maison dite de Bourgogne, et Lorcy reçoit de Ladon les clos de la Pivarderie et des Grouettes (Archives Nationales-F 2 II Loiret 1).

## Histoire

### Guerre de 1870
Le 24 novembre 1870, durant la guerre franco-allemande, eurent lieu les combats de Chilleurs, Ladon,, Boiscommun, Neuville-aux-Bois et Maizières ou furent engagés le 29e régiment de marche,, le 44e régiment de marche, le 7e régiment de chasseurs à cheval, du 2e régiment de marche de lanciers, du 67e régiment provisoire composé de la garde nationale mobile de la Haute-Loire et du 2e bataillon de la garde nationale mobile de la Corse.

### 1939, arrivée de réfugiés espagnols
Entre le 29 janvier et le 8 février 1939, plus de 2 800 réfugiés espagnols fuyant l'effondrement de la république espagnole devant les troupes de Franco, arrivent dans le Loiret. Devant l'insuffisance des structures d'accueil d’Orléans, 46 centres d’accueil ruraux sont ouverts, dont un à Ladon. Les réfugiés, essentiellement des femmes et des enfants (les hommes sont désarmés et retenus dans le Sud de la France), sont soumis à une quarantaine stricte, vaccinés, le courrier est limité, et le ravitaillement, s'il est peu varié et cuisiné à la française, est cependant assuré. Une partie des réfugiés rentrent en Espagne, incités par le gouvernement français qui facilite les conditions du retour, ceux préférant rester sont regroupés au camp de la verrerie des Aydes, à Fleury-les-Aubrais.

### Héraldique
| Blason de Ladon (Loiret) | Blason  | D'azur aux trois chevrons d'or accompagnés de trois étoiles du même. |
| Blason de Ladon (Loiret) | Détails |                                                                      |

## Politique et administration

### Découpage territorial

#### Bloc communal: Commune et intercommunalités
La paroisse de Ladon acquiert le statut de municipalité avec le  décret du 12 novembre 1789 de l'Assemblée Nationale puis celui de « commune », au sens de l'administration territoriale actuelle, par le décret de la Convention nationale du 10 brumaire an II (31 octobre 1793). Il faut toutefois attendre la loi du 5 avril 1884 sur l'organisation municipale pour qu'un régime juridique uniforme soit défini pour toutes les communes de France, point de départ de l’affirmation progressive des communes face au pouvoir central.
Aucun événement de restructuration majeure du territoire, de type suppression, cession ou réception de territoire, n'a affecté la commune depuis sa création.

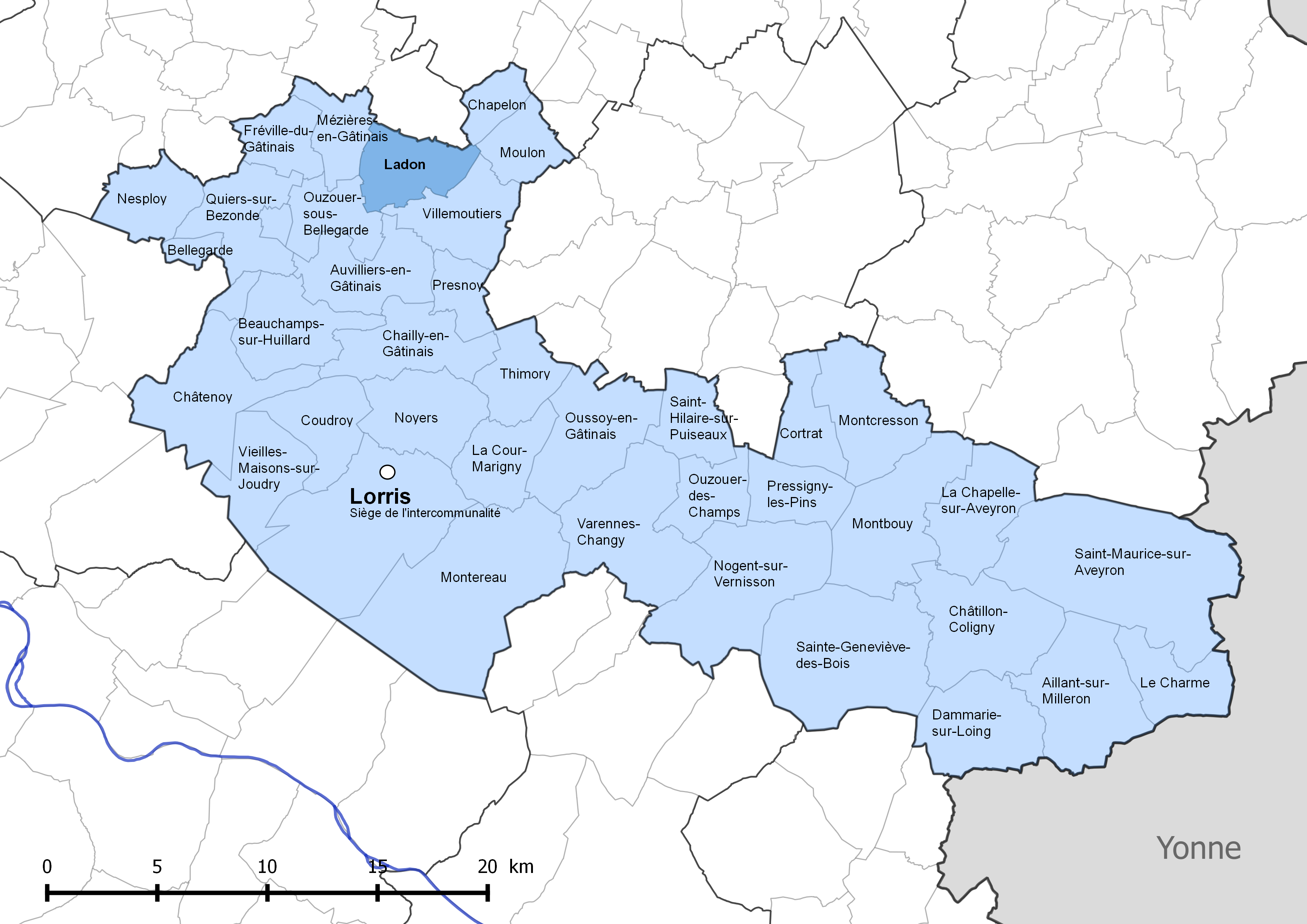
Localisation de la commune de Ladon dans la communauté de communes Canaux et forêts en Gâtinais.

La commune est membre de la Communauté de communes du Bellegardois depuis sa création le 13 décembre 2004 jusqu'au 1er janvier 2017.
Afin de renforcer et réduire le nombre d'intercommunalités en France, la loi du 7 août 2015 portant nouvelle organisation territoriale de la République (dite loi NOTRe) fait passer le seuil démographique minimal de 5 000 à 15 000 habitants pour constituer une intercommunalité, sauf exceptions. Le schéma départemental de coopération intercommunale du Loiret est arrêté sur ces bases le 30 mars 2016 et le nombre d'établissements publics de coopération intercommunale à fiscalité propre passe dans le département du Loiret de 28 (2 communautés d'agglomération et 26 communautés de communes) à 16 (deux communautés d'agglomération et 14 communautés de communes dont une interdépartementale). Les communautés de communes du canton de Lorris et canton de Châtillon-Coligny et du Bellegardois fusionnent ainsi à compter du 1er janvier 2017 en une seule entité : la communauté de communes Canaux et forêts en Gâtinais, dont le siège est à Lorris. Cette nouvelle intercommunalité comprend 38 communes dont  Ladon.

#### Circonscriptions de rattachement
La loi du 22 décembre 1789 divise le pays en 83 départements découpés chacun en six à neuf districts eux-mêmes découpés en cantons regroupant des communes. Les districts, tout comme les départements, sont le siège d’une administration d’État et constituent à ce titre des circonscriptions administratives. La commune de Ladon est alors incluse dans le canton de Saint-Maurice-sur-Fessard, le district de Montargis et le département du Loiret.
La recherche d’un équilibre entre la volonté d’organiser une administration dont les cadres permettent l’exécution et le contrôle des lois d’une part, et la volonté d’accorder une certaine autonomie aux collectivités de base (paroisses, bourgs, villes) d’autre part, s’étale de 1789 à 1838. Les découpages territoriaux évoluent ensuite au gré des réformes visant à décentraliser ou recentraliser l'action de l'État. La régionalisation fonctionnelle des services de l'État (1945-1971) aboutit à la création de régions. L'acte I de la décentralisation de 1982-1983 constitue une étape importante en donnant l'autonomie aux collectivités territoriales, régions, départements et communes. L'acte II intervient en 2003-2006, puis l'acte III en 2012-2015.
Le tableau suivant présente les rattachements, au niveau infra-départemental, de la commune de Ladon aux différentes circonscriptions administratives et électorales ainsi que l'historique de l'évolution de leurs territoires.
| Circonscription             | Nom                       | Période   | Type                         | Évolution du découpage territorial |
| --------------------------- | ------------------------- | --------- | ---------------------------- | --- |
| District                    | Montargis                 | 1790-1795 | Administrative               | La commune est rattachée au district de Montargis de 1790 à 1795,. La Constitution du 5 fructidor an III, appliquée à partir de vendémiaire an IV (1795) supprime les districts, rouages administratifs liés à la Terreur, mais maintient les cantons qui acquièrent dès lors plus d'importance. |
| Canton                      | Saint Maurice sur Fessard | 1790-1801 | Administrative et électorale | Le 10 février 1790, la municipalité de Ladon est rattachée au canton de Saint Maurice sur Fessard,. Les cantons sont supprimés, en tant que découpage administratif, par une loi du 26 juin 1793, et ne conservent qu'un rôle électoral. Ils permettent l’élection des électeurs du second degré chargés de désigner les députés. Les cantons acquièrent une fonction administrative avec la disparition des districts en 1795. |
| Canton                      | Bellegarde                | 1801-2015 | Administrative et électorale | Sous le Consulat, un redécoupage territorial visant à réduire le nombre de justices de paix ramène le nombre de cantons dans le Loiret de 59 à 31. Ladon est alors rattachée par arrêté du 9 vendémiaire an X (30 septembre 1801) au canton de Bellegarde, sous le nom de Ladon,. |
| Canton                      | Lorris                    | 2015-     | Électorale                   | La loi du 17 mai 2013 et ses décrets d'application publiés en février et mars 2014 introduisent un nouveau découpage territorial pour les élections départementales. La commune est alors rattachée au nouveau canton de Lorris. Depuis cette réforme, plus aucun service de l'État n'exerce sa compétence sur un territoire s'appuyant sur le nouveau découpage cantonal. Le canton a disparu en tant que circonscription administrative de l'État ; il est désormais uniquement une circonscription électorale dédiée à l'élection d'un binôme de conseillers départementaux siégeant au conseil départemental. |
| Arrondissement              | Montargis                 | 1801-     | Administrative               | Ladon est rattachée à l'arrondissement de Montargis depuis sa création en 1801,. |
| Circonscription législative | 5e circonscription        | 2010-     | Électorale                   | Lors du découpage législatif de 1986, le nombre de circonscriptions législatives passe dans le Loiret de 4 à 5. Un nouveau redécoupage intervient en 2010 avec la loi du 23 février 2010. En attribuant un siège de député « par tranche » de 125 000 habitants, le nombre de circonscriptions par département varie désormais de 1 à 21,. Dans le Loiret, le nombre de circonscriptions passe de cinq à six. La réforme n'affecte pas Ladon qui reste rattachée à la cinquième circonscription. |

#### Collectivités de rattachement
La commune de Ladon est rattachée au département du Loiret et à la région Centre-Val de Loire, à la fois circonscriptions administratives de l'État et collectivités territoriales.

### Politique et administration municipales

#### Conseil municipal et maire
Depuis les élections municipales de 2014, le conseil municipal  de Ladon, commune de plus de 1 000 habitants, est élu au scrutin proportionnel de liste à deux tours (sans aucune modification possible de la liste), pour un mandat de six ans renouvelable. Il est composé de 15 membres. L'exécutif communal est constitué par le maire, élu par le conseil municipal parmi ses membres, pour un mandat de six ans, c'est-à-dire pour la durée du mandat du conseil. Albert Février est maire depuis 2001.
| Période                                  | Période  | Identité            | Étiquette   | Qualité |
| ---------------------------------------- | -------- | ------------------- | ----------- | --- |
|                                          |          | Georges Sédillot    | Républicain | Médecin Conseiller général du canton de Bellegarde (1892-1907)                                                                                |
|                                          |          | Jean Martin Chambon | Radical     | Vétérinaire Conseiller général du canton de Bellegarde (1907-1922)                                                                            |
| avant 1995                               | ?        | Yves Garre          | DVD         | |
| 2001                                     | En cours | Albert Février,     | UMP-LR      | Conseiller général du canton de Bellegarde (2001-2015) Président de la Communauté de Communes Ancien artisan, commerçant ou chef d'entreprise |
| Les données manquantes sont à compléter. |          |                     |             | |

## Équipements et services

### Environnement

#### Gestion des déchets
En  2016, la commune est membre du SICTOM de la région de Châteauneuf-sur-Loire, créé en 1976. Celui-ci assure la collecte et le traitement des ordures ménagères résiduelles, des emballages ménagers recyclables  et des encombrants en porte à porte et du verre en points d’apport volontaire. Un réseau de dix déchèteries accueille les encombrants et autres déchets spécifiques (déchets verts, déchets dangereux, gravats, ferraille, cartons…). La déchèterie la plus proche est située sur la commune de Quiers-sur-Bezonde. L'élimination et la valorisation énergétique des déchets ménagers et de ceux issus de la collecte sélective sont effectuées par le SYCTOM de Gien-Châteauneuf-sur-Loire qui comprend un centre de transfert de déchets ménagers et un centre de stockage de déchets ultimes (CSDU) de classe II à Saint-Aignan-des-Gués ainsi qu'une usine d’incinération des ordures ménagères à Gien-Arrabloy.
Depuis le 1er janvier 2017, la « gestion des déchets ménagers » ne fait plus partie des compétences de la commune mais est une compétence obligatoire de la communauté de communes Canaux et Forêts en Gâtinais en application de la loi NOTRe du 7 août 2015.

#### Production et distribution d'eau
Le service public d’eau potable est une compétence obligatoire des communes depuis l’adoption de la loi du 30 décembre 2006 sur l’eau et les milieux aquatiques. Au 31 décembre 2016, la production et la distribution de l'eau potable sur le territoire communal sont assurées par la commune elle-même.
La loi NOTRe du 7 août 2015 prévoit que le transfert des compétences « eau et assainissement » vers les communautés de communes sera obligatoire à compter du 1er janvier 2020. Le transfert d’une compétence entraîne  de  facto la mise à disposition gratuite de plein droit des biens, équipements et services publics utilisés, à la date du transfert, pour l'exercice de ces compétences et la substitution de la communauté dans les droits et obligations des communes,.

#### Assainissement
La compétence assainissement, qui recouvre obligatoirement la collecte, le transport et l’épuration des eaux usées, l’élimination des boues produites, ainsi que le contrôle des raccordements aux réseaux publics de collecte, est assurée  par la commune elle-même.
La commune est raccordée à une station d'épuration située sur le territoire communal, mise en service le 1er juillet 2004 et dont la capacité nominale de traitement est de  1 600 EH, soit 300 m3/jour. Cet équipement utilise un procédé d'épuration biologique dit « à boues activées ». Son exploitation est assurée en 2017 par Lyonnaise des Eaux Amilly,.
L’assainissement non collectif (ANC) désigne les installations individuelles de traitement des eaux domestiques qui ne sont pas desservies par un réseau public de collecte des eaux usées et qui doivent en conséquence traiter elles-mêmes leurs eaux usées avant de les rejeter dans le milieu naturel. La communauté de communes du Bellegardois a créé, par délégation de ses communes adhérentes, un service public d'assainissement non collectif (SPANC), qui a pour mission de contrôler les installations neuves et existantes, la mise en place d’un service de vidange et la réhabilitation des installations,. Depuis le 1er janvier 2017, c'est la communauté de communes Canaux et Forêts en Gâtinais, issue de la fusion de la communauté de communes du canton de Lorris, de la communauté de communes de Châtillon-Coligny et de la communauté de communes du Bellegardois, qui assure, par substitution, le SPANC.

## Population et société

### Démographie
L'évolution du nombre d'habitants est connue à travers les recensements de la population effectués dans la commune depuis 1793. Pour les communes de moins de 10 000 habitants, une enquête de recensement portant sur toute la population est réalisée tous les cinq ans, les populations de référence des années intermédiaires étant quant à elles estimées par interpolation ou extrapolation. Pour la commune, le premier recensement exhaustif entrant dans le cadre du nouveau dispositif a été réalisé en 2005.
En 2022, la commune comptait 1 394 habitants, en évolution de −0,07 % par rapport à 2016 (Loiret : +1,89 %, France hors Mayotte : +2,11 %).
| 1793 | 1800 | 1806 | 1821  | 1831  | 1836  | 1841  | 1846  | 1851  |
| ---- | ---- | ---- | ----- | ----- | ----- | ----- | ----- | ----- |
| 934  | 923  | 989  | 1 006 | 1 095 | 1 196 | 1 245 | 1 316 | 1 360 |

| 1856  | 1861  | 1866  | 1872  | 1876  | 1881  | 1886  | 1891  | 1896  |
| ----- | ----- | ----- | ----- | ----- | ----- | ----- | ----- | ----- |
| 1 335 | 1 250 | 1 359 | 1 283 | 1 348 | 1 330 | 1 304 | 1 303 | 1 244 |

| 1901  | 1906  | 1911  | 1921  | 1926 | 1931  | 1936  | 1946 | 1954 |
| ----- | ----- | ----- | ----- | ---- | ----- | ----- | ---- | ---- |
| 1 213 | 1 211 | 1 207 | 1 025 | 996  | 1 010 | 1 006 | 991  | 915  |

| 1962 | 1968 | 1975 | 1982  | 1990  | 1999  | 2005  | 2006  | 2010  |
| ---- | ---- | ---- | ----- | ----- | ----- | ----- | ----- | ----- |
| 877  | 912  | 867  | 1 084 | 1 212 | 1 106 | 1 322 | 1 349 | 1 342 |

| 2015  | 2020  | 2022  | - | - | - | - | - | - |
| ----- | ----- | ----- | - | - | - | - | - | - |
| 1 406 | 1 385 | 1 394 | - | - | - | - | - | - |

## Enseignement
Ladon est situé dans l'académie d'Orléans-Tours et dans la circonscription de Montargis-Ouest. La commune possède une école maternelle et une école primaire.

## Culture locale et patrimoine

### Lieux et monuments
La commune compte deux monuments inscrits à l'inventaire des Monuments historiques :
- L'église Saint-Hilaire datant du XVe siècle est inscrite depuis le 12 janvier 1931[94]. Elle contient trois œuvres classées Monuments historiques au titre d'objet : un lutrin en bois du XVIIIe classé le 18 juillet 1962[95], un autel en bois du XVIIIe classé le 25 octobre 1932[96] et une  bannière de procession de saint Hilaire en damas de soie rouge classée le 29 août 2001[97] ;
- La halle du XVIIe siècle est inscrite (PA00098802) depuis le 9 juin 1971[98].

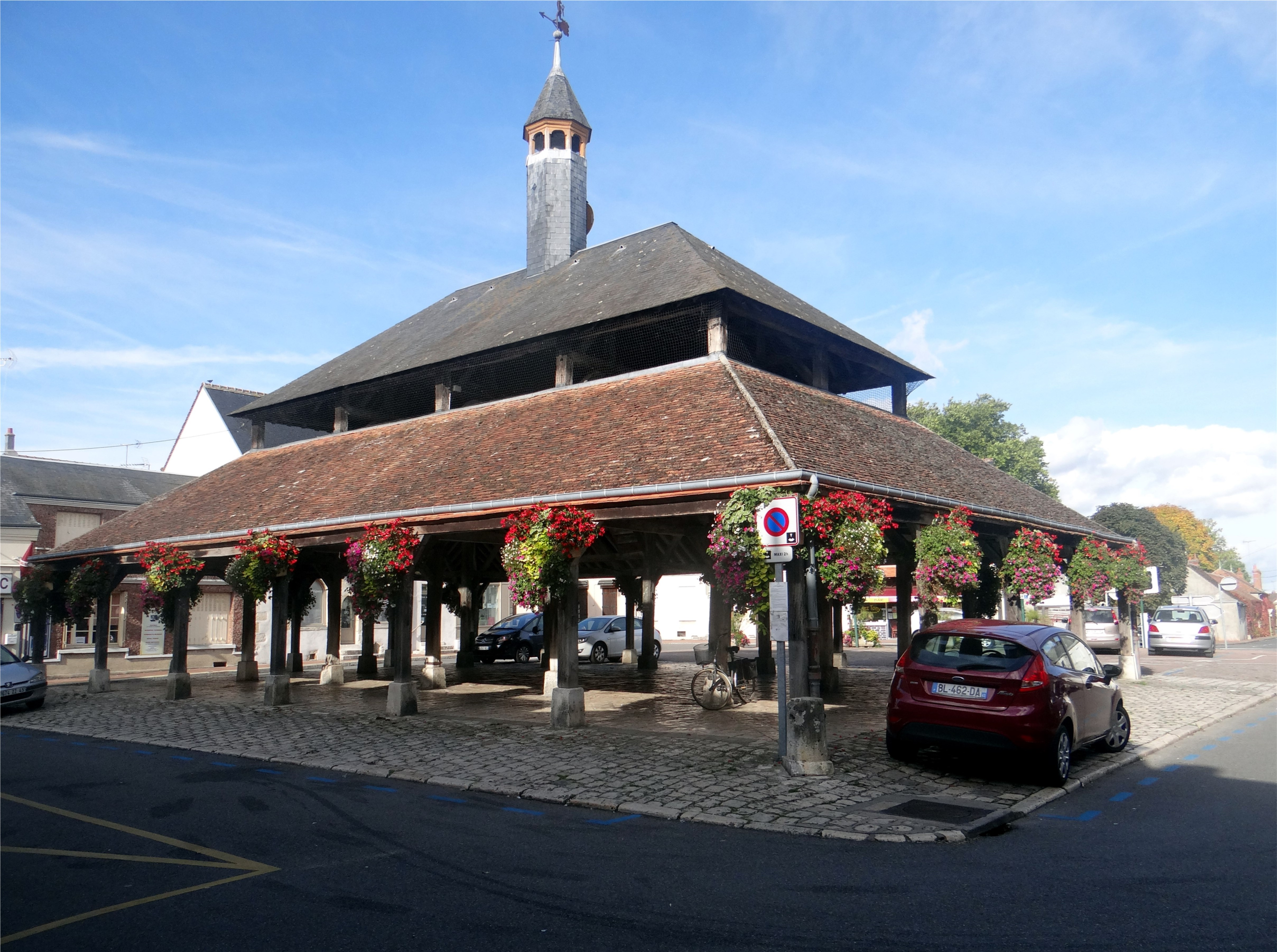
Halle du XVIIe siècle
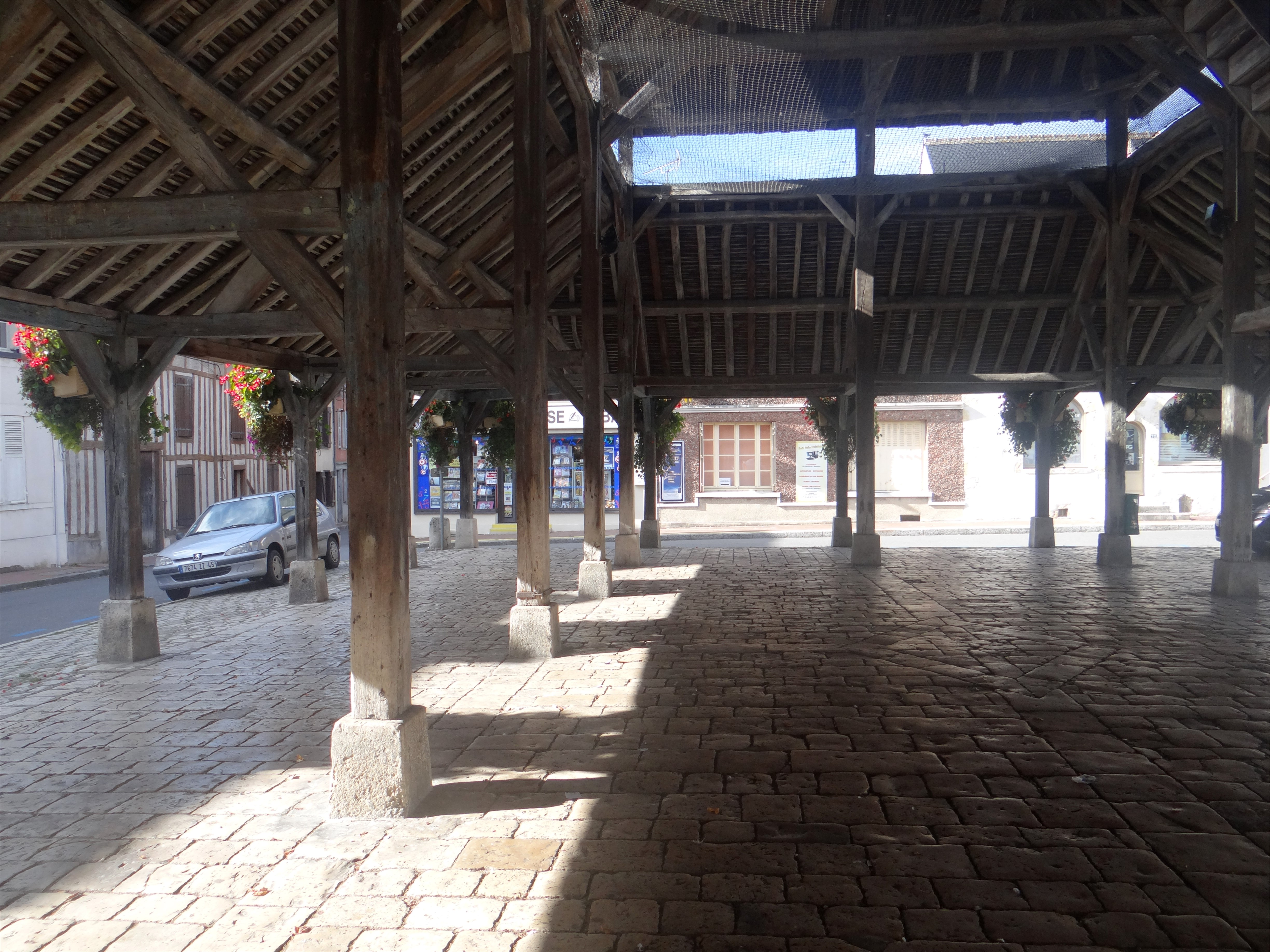

## Cadre de vie
La commune détient le label Ville fleurie, une fleur lui a été attribuée par le Conseil national des villes et villages fleuris de France au Concours des villes et villages fleuris 2009.

## Personnalité liée à la commune
- Germain Métier (1758-1817), prêtre constitutionnel et homme politique, est né à Ladon.